# Hermann Mensing
Hermann Mensing (* 6. März 1949 in Gronau) ist ein deutscher Schriftsteller.
Mensing hat Hörspiele, Theaterstücke, Gedichte, Geschichten und Romane vorwiegend für Kinder verfasst, wendet sich mit Romanen auch an Erwachsene.
Vom 15. April bis zum 15. Juli 2020 war Hermann Mensing Dorfschreiber in Everswinkel.

## Werke

### Romane
- Der radikale Träumer, rororo, Hamburg 1984
- Sackgasse 13, Ueberreuter, Wien 2001 (Taschenbuchausgabe, Carlsen Verlag Hamburg 2005)
- Große Liebe Nr. 1, Ueberreuter, Wien 2001
- Der Heilige Bimbam, Ueberreuter, Wien 2002
- Flanken, Fouls und fiese Tricks, Ueberreuter, Wien 2002 (ausgezeichnet mit „Fällt aus dem Rahmen“ Eselsohr 6/2002)
- Voll die Meise, Ueberreuter, Wien 2002
- Der zehnte Mond, Ueberreuter, Wien 2003, Taschenbuch Carlsen Verlag, Hamburg 2005
- Abends am Meer, Ueberreuter, Wien 2003
- Das Vampir-Programm, Ueberreuter, Wien 2004
- Mein Prinz. Eine historische Liebesgeschichte, Aschendorff Verlag, Münster 2005, ISBN 978-3-402-03507-8 (zur Sklavereigeschichte)
- Pop Life, Roman, Literaturverlag Luftschacht, Wien 2009
- Räuber, Schattengeister und ein Karpfen im Mühlteich, Verlag Jungbrunnen, Wien 2011
- Hermann Mensing Lesebuch: Wir denken wir träumen, Aisthesis Verlag 2020

### Kurzgeschichten
- Hexen, in: Knapp Vierzig, Anthologie, Rowohlt, Hamburg 1991
- Das GMG, in: Nie wieder neunundzwanzig, Anthologie, Rowohlt, Hamburg 1991
- Die Nikolausfalle, in: Weihnachtszeit – Zauberzeit, Anthologie, Ueberreuter, Wien 1998
- Märchenzeit, in: Prickeln auf meiner Haut, Anthologie, Ueberreuter, Wien 1999
- Leider Lila, in: Beste Freundin – Schlimmste Feindin, Anthologie, Ueberreuter, Wien 1999
- Alles ist gut, gar nichts, in: Mut im Bauch, Anthologie, Ueberreuter, Wien 2000
- Nachtwanderung, in: Grauen – Grusel & Co., Anthologie, Ueberreuter, Wien 2001
- Reise ins Glück, in: Du bist nicht wie wir, Anthologie, Ueberreuter, Wien 2001
- Weihnachts ABC, in: Weihnachten ganz wunderbar – Ein literarischer Adventskalender, Anthologie, Ueberreuter, Wien 2001
- Ballade von einer Kanaken Stadt, in: Rechtsherum – Wehrt Euch – Geschichten vom Wegsehen, Anthologie, Ueberreuter, Wien 2001
- Der Elefant, in: Von Strebern und Pausenclowns, Anthologie, Ueberreuter, Wien 2002
- Die Faxenmacher, in: Angst, Mut und echte Freunde, Anthologie, Ueberreuter 2003

### Gedichte
- und Silbermond und…, Gedichte 1982 Eigenverlag

### Rundfunkerzählungen
- Links hinterm Regenbogen. Reihe "Ohrenbär". SFB (heute rbb), 1991
- Der Bär und der Fisch. Reihe "Ohrenbär". SFB, 1991
- Benni Bohnensack. Reihe "Ohrenbär". SFB, 1993
- Kutte Lamprecht. Reihe "Ohrenbär". SFB, 1993
- Die Birne aus dem siebten Himmel. Reihe "Ohrenbär". SFB, 1994
- Katharina Rotzepruster. Reihe "Ohrenbär". SFB, 1996
- Aus Benni Bohnensacks sechstem Sommer. Reihe "Ohrenbär". SFB, 1996
- Pitti Pörtner und der kleine König. Reihe "Ohrenbär". SFB, 1998
- Die weggezauberten Eltern. Reihe "Ohrenbär". SFB, 1999

### Hörspiele
- Freiflug nach Pampalonien, WDR 1994 Deutschlandradio Berlin 1998
- Cash Money Brothers, WDR 1995
- Hölscher der Herzensbrecher, WDR 1995
- Manni und die große Welt, WDR 1995
- König Kleinbein und die Märchenkutsche, BR 1997
- König Hühnerschulte, WDR 1996 HR 1998
- Schinkenbaums Zoo, WDR 1996
- Riese Schmalhans, Kapitän Silberbacke und der verschwundene Donner, Deutschlandradio Berlin 1997 WDR 1997
- Klabautschke & Listig, WDR 1997
- Die Hühner von Münster, WDR 1999 HR 2000
- Professor Siebenlist, WDR 1999 SWRundfunk 2000
- Der Mohr von Roxel, WDR 2001
- Die Prinzessin, Hörspiel 2008 / Nominiert für den Hörspielpreis der ARD

### Theater
- König Hühnerschulte, Hessisches Staatstheater Wiesbaden, 1997
- Das Soap-Ding, Cactus Junges Theater, 6 teilige Theater-Soap mit Jugendlichen, Pumpenhaus Münster Oktober 2006 – Februar 2007
- Wer hat Angst vorm schwarzen Mann, Premiere 4. August 2007, Kabawil Theater Düsseldorf

### Cassette – CD
- König Kleinbein und die Märchenkutsche, Patmos Verlag Düsseldorf 1997, Hörspiel Cassette
- Die Hühner von Münster, Ein musikalisches Spektakel, Patmos Verlag Düsseldorf 2000, Hörspiel CD – MC, ausgezeichnet mit „Fällt aus dem Rahmen“ Eselsohr 06/2000

## Auszeichnungen
- 2000: Auszeichnung „Fällt aus dem Rahmen“ der Zeitschrift Eselsohr für das Hörspiel Die Hühner von Münster
- 2002: Auszeichnung „Fällt aus dem Rahmen“ der Zeitschrift Eselsohr für den Roman Flanken, Fouls und fiese Tricks
- 2003 Förderung von Lesungen durch das Kultursekretariat NRW
- 2004  Förderung von Lesungen durch das Kultursekretariat NRW
- 2008 Nominierung des Hörspiels Die Prinzessin für den ARD-Hörspielpreis „Premiere im Netz“[1]
- 2018 Nominierung Die Prinzessin für den Berliner Hörspielpreis
- 2020/201 Dorfschreiber Home-Office April 2020.  „artist in residence“ in Everswinkel Juni/Juli 2021